# ماسامونه
ماسامونه همچنین معروف به گورو نیادو (Goro Nyudo) به عنوان بزرگ‌ترین و معروف‌ترین شمشیرساز ژاپنی در جهان شناخته شده‌است.
تاریخ دقیقی از زادروز و سال درگذشت وی در دسترس نیست ولی افسانه‌های زیادی در این زمینه وجود دارند.
اما تاریخ‌نویسان همگی بر این باورند که وی بیشتر شمشیرهای خود را در اوایل تا نیمه سدهٔ سیزدهم میلادی ساخته‌است.
وی برای نخستین بار شمشیرهای کتانا را در سبک سوشو ابداع و تولید کرد.

## هونجو ماسامونه
شمشیر هونجو ماسامونه نماینده شوگون‌سالاری توکوگاوا در بیشتر دوران دوره ادو بود و از یک «شوگون» به دیگری منتقل شد. این شمشیر یکی از شناخته‌شده‌ترین شمشیرهای ساخته شده توسط ماسامونه است و اعتقاد بر این است که یکی از بهترین شمشیرهای ژاپنی است. در سال ۱۹۳۹ به عنوان گنجینه ملی ژاپن (کوکوهو Kokuhō ) شناخته شد.
نام هونجو احتمالاً از ارتباط شمشیر با ژنرال هونجو شیگه‌ناگا (۱۵۴۰–۱۶۱۴) که پس از نبردی در سال ۱۵۶۱ شمشیر را به دست آورد، به وجود آمده‌است. هونجو شیگه‌ناگا که قبلاً تعدادی کلاه‌خود در اختیار داشت، توسط اومانوسوکه مورد حمله قرار گرفت. در این حمله اومانوسوکه با هونجو ماسامونه به هونجو شیگه‌ناگا ضربه زد که کلاه‌خود او را شکافت، اما او زنده ماند و شمشیر را به عنوان جایزه گرفت. تیغه تعدادی تراشه از نبرد بزرگ داشت اما هنوز قابل استفاده بود. هونجو شیگه‌ناگا آن را نگه داشت تا اینکه در حدود سال ۱۵۹۲ به قلعه فوشیمی فرستاده شد.
شیگناگا بعداً مجبور شد شمشیر را به تویوتومی هیده‌تسوگو، خواهرزاده و ملازم تویوتومی هیده‌یوشی بفروشد. به ۱۳ مای، ۱۳ کوبان (سکه طلا) که ۱۳ سکه بزرگ طلا بود، خریدند. این تیغه بعداً در ۱۰۰۰ مای ارزش گذاری شد. سپس به تویوتومی هیده‌یوشی، شیمازو یوشی‌هیرو، دوباره تویوتومی هیده‌یوشی، توکوگاوا ایه‌یاسو، توکوگاوا یورینوبو و در نهایت توکوگاوا ایه‌تسونا رفت. در شاخه کی (紀伊) خاندان توکوگاوا باقی ماند و این مالکیت پس از پایان دوره شوگون‌سالاری توکوگاوا (۱۸۶۸) ادامه یافت. آخرین مالک شناخته شده توکوگاوا ایه‌ماسا در پایان جنگ جهانی دوم بود.
تحت اشغال ایالات متحده در پایان جنگ جهانی دوم، تمام تولید نیهونتو (شمشیر ژاپنی) با لبه‌ها ممنوع شد مگر با مجوز پلیس یا دولت. آمریکایی‌ها می‌خواستند که تمام شمشیرها به کمیسیون انحلال خارجی تسلیم شود. توکوگاوا ایه‌ماسا در دسامبر ۱۹۴۵ شمشیر هونجو ماسامونه و ۱۳ شمشیر «ارثیه ارزشمند» دیگر را به ایستگاه پلیس در میجیرو تحویل داد.
در ژانویه ۱۹۴۶، پلیس میجیرو شمشیرها را به مردی به نام «گروهبان گلدی بیموره» (احتمالاً املای آوایی نامشخص این مرد) از کمیسیون تسویه خارجی (نیروهای ارتش، اقیانوس آرام غربی) داد. در قسمتی از سفر اکتشافی ناشناخته، جاش گیتس در جستجوی هونجو ماسامونه به ژاپن سفر کرد و فهمید که هیچ سابقه ای از چنین گروهبانی که شمشیرها را تحویل گرفته باشد، وجود ندارد، مکان فعلی این شمشیر ناشناخته باقی مانده‌است.
فقط نظریه‌های مبهم در مورد محل شمشیر وجود دارد.